# 利希尼
49°28′45″N 24°21′15″E / 49.47917°N 24.35417°E
利希尼（烏克蘭語：Ліщини），是烏克蘭西部的村莊，隸屬利維夫州的斯特雷區。該村始建於1621年，面積1.59平方公里，海拔高度269米，2022年人口510，人口密度每平方公里363.52人。